# Международный аэропорт имени Джей Пракаш Нараян
Международный аэропорт имени Джей Пракаш Нараян (англ. Jay Prakash Narayan International Airport) (ИАТА: PAT, ИКАО: VEPT) — аэропорт в Индии, расположен в штате Бихар, в 5 километрах от Патны. Аэропорт назван в честь политического деятеля Нараяна Джаяпракаша. 
Аэропорт занимает 23 место по загруженности в Индии, в 2015—2016 годах увеличил пассажиропоток на 32 %. В будущем планируется расширение аэропорта для авиабазы Bihta ВВС Индии. От аэропорта до Патны можно добраться на такси.

## Происшествия
17 июля 2000 года самолёт Boeing 737 авиакомпании Alliance Air разбился недалеко от аэропорта, погибли 60 человек.